# Duvviegaejsie
Duvviegaejsie är ett 1005 meter högt fjäll och ett naturreservat i Offerdals socken, Krokoms kommun, Jämtland. Duvviegaejsie är en del av Oldfjällen. Fjället ligger strax söder om Lappluvan och nordöst om Övre Oldsjön

## Naturreservat
2020 bildades naturreservatet Duvviegaejsie som är 16km2 stort. Naturreservatet består av lågfjäll och gammal granskog. 